# Maurice Cummins

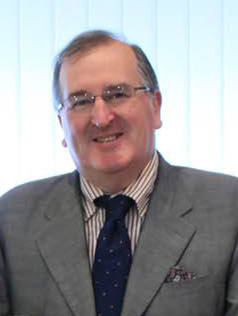
Maurice Cummins (2009)

Maurice Cummins (* 25. Februar 1953 in Waterford) ist ein irischer Politiker und seit 2002 Senator im Seanad Éireann, dessen Leader of the Seanad  (Anführer der Senatoren der Regierungsseite) er seit Mai 2011 ist.
Cummins wurde 2002 erstmals für die Fine Gael in den Seanad Éireann gewählt. Seine Wahl erfolgte hierbei für den Bereich Arbeiterschaft (Labour Panel). Bei den Wahlen zum 23. Seanad Éireann konnte er sein Mandat verteidigen. 
Vor seiner Karriere als Senator war Cummins im Stadtrat seiner Geburtsstadt aktiv und hatte während dieser Zeit 1995/1996 das Amt des Bürgermeisters inne.